# SN 2005gn
SN 2005gn – supernowa typu IIn odkryta 12 października 2005 roku w galaktyce E488-G30. W momencie odkrycia miała maksymalną jasność 18,40m.